# Censo boliviano de 1835
El Censo de Población de Bolivia de 1835 fue el segundo censo de población que se realizó en toda la República de Bolivia con el objetivo de recolectar los datos de información sobre la cantidad exacta de personas que vivían en Bolivia durante esa época. Este segundo conteo de la población boliviana fue realizado también durante el gobierno del mariscal Andrés de Santa Cruz Calahumana.

## Antecedente
El censo de 1835 se llevó a cabo solamente unos cuatro años después del primer censo de 1831. Una vez que el mariscal Andrés de Santa Cruz asumiera la presidencia de la nueva nación en 1829, éste comenzó a reordenar las finanzas del país para una mejor administración gubernamental. Entre una de esas varias medidas que implementó se encontraba la de realizar censos de población que recogieran los diferentes datos demográficos de la población boliviana de aquella época. 

## Resultados oficiales
Los resultados finales de éste segundo censo de población que se realizó en el país demostraron que durante ese año de 1835 vivían en Bolivia unas 1 060 777 personas. En cuanto al porcentaje de concentración, cabe mencionar que más del 80% de la población boliviana residía solamente en cuatro departamentos: La Paz, Cochabamba, Potosí y Chuquisaca.
|  | 35,22 % |

|  | 31,98 % |

|  | 21,33 % |

|  | 20,82 % |

|  | 15,31 % |

|  | 17,65 % |

|  | 10,46 % |

|  | 10,34 % |

|  | 8,95 % |

|  | 7,72 % |

|  | 5,13 % |

|  | 4,02 % |

|  | 3,11 % |

|  | 3,79 % |

|  | 0,48 % |

|  | 3,33 % |

|  | 0,00 % |

|  | 0,35 % |

|  | 100 % |

|  | 100 % |

### Distribución por regiones geográficas

#### Altiplano, Valles y Llanos

El segundo censo de población de Bolivia se realizó en el año 1835 durante la presidencia del mariscal Andrés de Santa Cruz Calahumana (1792-1865) quien gobernó el país por 10 años desde 1829 hasta 1839. Los resultados finales del censo demostraron que en el año 1831 vivían en Bolivia alrededor de 1088768 personas.

En cuanto a la distribución geográfica de la población, en el año 1835 la mayoría de los bolivianos vivían en los departamentos altiplánicos del país en donde se encontraba el 57 % de los habitantes, seguido por un 34 % que vivía en los departamentos vallunos, un 7% en los departamentos del llano y finalmente un 0,35% en el litoral.   
|  | 67,02 % |

|  | 57,34 % |

|  | 27,37 % |

|  | 34,49 % |

|  | 5,13 % |

|  | 7,80 % |

|  | 0,48 % |

|  | 0,35 % |

|  | 100 % |

|  | 100 % |

#### Occidente y Oriente
|  | 91,83 % |

|  | 7,80 % |

|  | 0,35 % |

|  | 100 % |